# Thomé Andrada de Paiva
Thomé Andrada de Paiva (Lisbona, 1529 – Marocco, 1582) è stato un missionario portoghese.
Fratello di Diogo Andrada de Paiva e Francisco Andrada de Paiva, fu accompagnatore del re Sebastiano I del Portogallo in Marocco (1578), ma venne catturato e schiavizzato. Fu autore dell'opera Trabalhos de Jesús (1603).